# ناتالیا باغداساریان
ناتالیا باغداساریان (ارمنی: Նատալյա Բաղդասարյան؛ زادهٔ ۱۹ مهٔ ۱۹۵۶) بازیگر تئاتر اهل ارمنستان است.

## زندگی‌نامه
وی در ۱۹ مه ۱۹۵۶ در یغوارد، سیونیک به دنیا آمد . وی در تئاتر دولتی کاپان و تئاتر دولتی دراماتیک لئون کالانتار گاوار فعالیت کرده است. وی برنده جوایزی همچون مدال موسس خورناتسی و مدال طلای وزارت فرهنگ جمهوری ارمنستان است.